# Живойно
Живойно (на македонска литературна норма: Живојно) е село в южната част на Северна Македония, община Новаци.

## География
Живойно е разположено в северозападните склонове на планината Нидже югоизточно от град Битоля, на границата между Северна Македония и Гърция.
Селото се дели на три махали: Горна (Пиргановци), Долна (Чанкуловци) и Средна (Поповци).
Местностите в землището на селото носят следните имена: Велиово, Здравецо, Ризманка или Ризманова Осойница, Басаров рас, Пасков рас, Глусов гроб, Длабоки дол, Починувало, Грабанска тумба, Бранкоец, Могилечка тумба, Калабаново, Пашов рид, Србиноа страга, Велков кладенец, Дабица, Мали трла, Голаш, Барите, Забрдо, Влако, Градиште, Путимел, Кочково лозйе, Бачки пат, Стари лозя, Кула и Бел камен.

## История
В местността Бели каменови (Бел камен), на 1,5 км. южно от селото, е открит некропол от желязната епоха.
На рида Градище на 1 km югоизточно над селото има остатъци от антично и средновековно селище и крепост.
Смята се, че в края на XVIII век в долния край на селото се заселват турци коняри.
В XIX век Живойно е село в Леринска кааза на Османската империя. Александър Синве („Les Grecs de l’Empire Ottoman. Etude Statistique et Ethnographique“), който се основава на гръцки данни, в 1878 година пише, че в Тиволиана (Tivoliana), Мъгленска епархия, живеят 720 гърци. Църквата в селото „Свето Възнесение Господне“ („Свети Спас“) е изградена в 1885 година. Между 1896 – 1900 година селото преминава под върховенството на Българската екзархия. Според статистиката на Васил Кънчов („Македония. Етнография и статистика“) от 1900 година Живойна или Живина има 500 жители, от които 300 българи християни и 200 турци.
На Етнографската карта на Битолския вилает на Картографския институт в София от 1901 година Живунево (Живоня) е смесено село българи, власи, албанци и турци в Леринската каза на Битолския санджак със 115 къщи.
В началото на XX век християнското население на селото е под върховенството на Българската екзархия. По данни на секретаря на екзархията Димитър Мишев („La Macédoine et sa Population Chrétienne“) в 1905 година в Живуево има 448 българи екзархисти и работи българско училище.
В първите дни на април 1908 година властта претърсва селото, като обиските са съпроводени с изтезания и насилие.
След Балканската и Първата световна война турското население на селото започва да се изселва. До 1925 година по-голямата част от местните турци са изселени. Последните 4 къщи се изселват след Втората световна война в Гермиян.
По време на българското управление във Вардарска Македония през Първата световна война Живойна е част от Бачка община в Битолска селска околия и има 366 жители.
Според преброяването от 2002 година селото има 214 жители, всички северномакедонци.
| Националност     | Всичко |
| северномакедонци | 214    |
| албанци          | 0      |
| турци            | 0      |
| роми             | 0      |
| власи            | 0      |
| сърби            | 0      |
| бошняци          | 0      |
| други            | 0      |

## Личности
Родени в Живойно
- Иван Андреев, български революционер от ВМОРО, четник на Милан Гюрлуков[15]
- Трайко Пирганов, български революционер от ВМОРО, лерински войвода[16]
- Панде Петровски (1943 – 2006) – бивш Началник на Генералния щаб на Армията на Северна Македония (2001)
- Рада Видиновска (р. 1944), северномакедонска и канадска писателка

Починали в Живойно
- Грозю Грозев Ганчев, български военен деец, подпоручик, загинал през Първата световна война[17]
- Кунчо Стефанов Кунчев, български военен деец, подпоручик, загинал през Първата световна война[18]

Свързани с Живойно
- Илия Попадийски (1861 – след 1943), български революционер, деец на ВМОРО